# Lista de prefeitos das capitais do Brasil
Esta é uma lista dos atuais prefeitos das 26 capitais estaduais do Brasil.

## Atuais prefeitos
| Capital                                  | Prefeito                                                       | Prefeito                | No cargo                                             | Partido                                           | Cargo anterior                                                                               | Vice-prefeito                                                 |
| ---------------------------------------- | -------------------------------------------------------------- | ----------------------- | ---------------------------------------------------- | ------------------------------------------------- | -------------------------------------------------------------------------------------------- | ------------------------------------------------------------- |
| Aracaju, SE (Mandatos anteriores)        |                                                                | Emília Corrêa           | 1º de janeiro de 2025 – 1º de janeiro de 2029        | Partido Liberal (PL)                              | Vereadora de Aracaju                                                                         | Ricardo Marques 1 de janeiro de 2025 - presente               |
| Belém, PA (Mandatos anteriores)          |                                                                | Igor Normando           | 1º de janeiro de 2025 – 1º de janeiro de 2029        | Movimento Democrático Brasileiro (MDB)            | Deputado estadual pelo Pará                                                                  | Cássio Andrade 1 de janeiro de 2025 - presente                |
| Belo Horizonte, MG (Mandatos anteriores) |                                                                | Álvaro Damião           | 26 de março de 2025 – 1º de janeiro de 2029          | União Brasil (UNIÃO)                              | Vice-prefeito de Belo Horizonte                                                              | Vago 26 de março de 2025 - presente                           |
| Boa Vista, RR (Mandatos anteriores)      |                                                                | Arthur Henrique         | 1º de janeiro de 2021 – 1º de janeiro de 2029        | Movimento Democrático Brasileiro (MDB)            | Vice-Prefeito de Boa Vista                                                                   | Cássio Gomes 1 de janeiro de 2021 - 1 de janeiro de 2025      |
| Boa Vista, RR (Mandatos anteriores)      | Tenente Coronel Zeitoune 1 de janeiro de 2025 - presente       | Arthur Henrique         | 1º de janeiro de 2021 – 1º de janeiro de 2029        | Movimento Democrático Brasileiro (MDB)            | Vice-Prefeito de Boa Vista                                                                   |                                                               |
| Campo Grande, MS (Mandatos anteriores)   |                                                                | Adriane Lopes           | 2 de abril de 2022 – 1º de janeiro de 2029           | Progressistas (PP)                                | Vice-Prefeita de Campo Grande                                                                | vago 2 de abril de 2022 - 1 de janeiro de 2025                |
| Campo Grande, MS (Mandatos anteriores)   | Camilla Nascimento de Oliveira 1 de janeiro de 2025 - presente | Adriane Lopes           | 2 de abril de 2022 – 1º de janeiro de 2029           | Progressistas (PP)                                | Vice-Prefeita de Campo Grande                                                                |                                                               |
| Cuiabá, MT (Mandatos anteriores)         |                                                                | Abilio Brunini          | 1º de janeiro de 2025 – 1º de janeiro de 2029        | Partido Liberal (PL)                              | Deputado federal pelo Mato Grosso                                                            | Vânia Garcia Rosa 1 de janeiro de 2025 - presente             |
| Curitiba, PR (Mandatos anteriores)       |                                                                | Eduardo Pimentel        | 1º de janeiro de 2025 – 1º de janeiro de 2029        | Partido Social Democrático (PSD)                  | Vice-prefeito de Curitiba                                                                    | Paulo Eduardo Martins 1 de janeiro de 2025 - presente         |
| Florianópolis, SC (Mandatos anteriores)  |                                                                | Topázio Neto            | 31 de março de 2022 – 1º de janeiro de 2029          | Partido Social Democrático (PSD)                  | Vice-prefeito de Florianópolis                                                               | vago 31 de março de 2022 - 1 de janeiro de 2025               |
| Florianópolis, SC (Mandatos anteriores)  | Maryanne Mattos 1 de janeiro de 2025 - presente                | Topázio Neto            | 31 de março de 2022 – 1º de janeiro de 2029          | Partido Social Democrático (PSD)                  | Vice-prefeito de Florianópolis                                                               |                                                               |
| Fortaleza, CE (Mandatos anteriores)      |                                                                | Evandro Leitão          | 1º de janeiro de 2025 – 1º de janeiro de 2029        | Partido dos Trabalhadores (PT)                    | Ex-presidente da Assembleia Legislativa do Ceará                                             | Gabriella Aguiar 1 de janeiro de 2025 - presente              |
| Goiânia, GO (Mandatos anteriores)        |                                                                | Sandro Mabel            | 1º de janeiro de 2025 – 1º de janeiro de 2029        | União Brasil (UNIÃO)                              | Deputado federal por Goiás                                                                   | Coronel Cláudia 1 de janeiro de 2025 - presente               |
| João Pessoa, PB (Mandatos anteriores)    |                                                                | Cícero Lucena           | 1º de janeiro de 2021 – 1º de janeiro de 2029        | Progressistas (PP)                                | Ex-prefeito de João Pessoa, ex-governador da Paraíba e ex-senador da Paraíba                 | Leo Bezerra 1 de janeiro de 2021 - presente                   |
| Macapá, AP (Mandatos anteriores)         |                                                                | Dr. Furlan              | 1º de janeiro de 2021 – 1º de janeiro de 2029        | Movimento Democrático Brasileiro (MDB)            | Deputado Estadual pelo Amapá                                                                 | Mônica Penha 1 de janeiro de 2021 - 1 de janeiro de 2025      |
| Macapá, AP (Mandatos anteriores)         | Mário Neto 1 de janeiro de 2025 - presente                     | Dr. Furlan              | 1º de janeiro de 2021 – 1º de janeiro de 2029        | Movimento Democrático Brasileiro (MDB)            | Deputado Estadual pelo Amapá                                                                 |                                                               |
| Maceió, AL (Mandatos anteriores)         |                                                                | JHC                     | 1º de janeiro de 2021 – 1º de janeiro de 2029        | Partido Liberal (PL)                              | Deputado federal por Alagoas                                                                 | Ronaldo Lessa 1 de janeiro de 2021 - 1 de janeiro de 2023     |
| Maceió, AL (Mandatos anteriores)         | vago 1º de janeiro de 2023 - 1 de janeiro de 2025              | JHC                     | 1º de janeiro de 2021 – 1º de janeiro de 2029        | Partido Liberal (PL)                              | Deputado federal por Alagoas                                                                 |                                                               |
| Maceió, AL (Mandatos anteriores)         | Rodrigo Cunha 1 de janeiro de 2025 - presente                  | JHC                     | 1º de janeiro de 2021 – 1º de janeiro de 2029        | Partido Liberal (PL)                              | Deputado federal por Alagoas                                                                 |                                                               |
| Manaus, AM (Mandatos anteriores)         |                                                                | David Almeida           | 1º de janeiro de 2021 – 1º de janeiro de 2029        | Avante                                            | Ex-Deputado Estadual e Ex-Governador interino do Amazonas                                    | Marcos Rotta 1 de janeiro de 2016 – 1 de janeiro de 2025      |
| Manaus, AM (Mandatos anteriores)         | Renato Júnior 1 de janeiro de 2025 – presente                  | David Almeida           | 1º de janeiro de 2021 – 1º de janeiro de 2029        | Avante                                            | Ex-Deputado Estadual e Ex-Governador interino do Amazonas                                    |                                                               |
| Natal, RN (Mandatos anteriores)          |                                                                | Paulinho Freire         | 1º de janeiro de 2025 – 1º de janeiro de 2029        | União Brasil (UNIÃO)                              | Deputado federal pelo Rio Grande do Norte                                                    | Joanna Guerra 1 de janeiro de 2025 - presente                 |
| Palmas, TO (Mandatos anteriores)         |                                                                | Eduardo Siqueira Campos | 1º de janeiro de 2025 – 1º de janeiro de 2029        | Podemos (PODE)                                    | Ex-prefeito de Palmas, ex-deputado estadual, ex-deputado federal e ex-senador pelo Tocantins | Carlos Eduardo 1 de janeiro de 2025 - presente                |
| Porto Alegre, RS (Mandatos anteriores)   |                                                                | Sebastião Melo          | 1º de janeiro de 2021 – 1º de janeiro de 2029        | Movimento Democrático Brasileiro (MDB)            | Deputado estadual pelo Rio Grande do Sul, ex-vereador e ex-vice-prefeito de Porto Alegre     | Ricardo Gomes 1 de janeiro de 2021 - 1 de janeiro de 2025     |
| Porto Alegre, RS (Mandatos anteriores)   | Betina Worm 1 de janeiro de 2025 - presente                    | Sebastião Melo          | 1º de janeiro de 2021 – 1º de janeiro de 2029        | Movimento Democrático Brasileiro (MDB)            | Deputado estadual pelo Rio Grande do Sul, ex-vereador e ex-vice-prefeito de Porto Alegre     |                                                               |
| Porto Velho, RO (Mandatos anteriores)    |                                                                | Léo Moraes              | 1º de janeiro de 2025 – 1º de janeiro de 2029        | Podemos (PODE)                                    | Ex-vereador de Porto Velho, ex-deputado estadual e ex-deputado federal por Rondônia          | Magna dos Anjos Queiroz 1 de janeiro de 2025 - presente       |
| Recife, PE (Mandatos anteriores)         |                                                                | João Henrique Campos    | 1º de janeiro de 2021 – 1º de janeiro de 2029        | Partido Socialista Brasileiro (PSB)               | Deputado federal por Pernambuco                                                              | Isabela de Roldão 1 de janeiro de 2021 - 1 de janeiro de 2025 |
| Recife, PE (Mandatos anteriores)         | Victor Marques 1 de janeiro de 2025 - presente                 | João Henrique Campos    | 1º de janeiro de 2021 – 1º de janeiro de 2029        | Partido Socialista Brasileiro (PSB)               | Deputado federal por Pernambuco                                                              |                                                               |
| Rio Branco, AC (Mandatos anteriores)     |                                                                | Tião Bocalom            | 1º de janeiro de 2021 – 1º de janeiro de 2029        | Progressistas (PP)                                | Ex-prefeito de Acrelândia                                                                    | Marfisa Galvão 1 de janeiro de 2021 - 1 de janeiro de 2025    |
| Rio Branco, AC (Mandatos anteriores)     | Alysson Bestene 1 de janeiro de 2025 - presente                | Tião Bocalom            | 1º de janeiro de 2021 – 1º de janeiro de 2029        | Progressistas (PP)                                | Ex-prefeito de Acrelândia                                                                    |                                                               |
| Rio de Janeiro, RJ (Mandatos anteriores) |                                                                | Eduardo Paes            | 1º de janeiro de 2021 – 1º de janeiro de 2029        | Democratas (DEM)                                  | Ex-prefeito do Rio de Janeiro                                                                | Nilton Caldeira 1 de janeiro de 2021 - 1 de janeiro de 2025   |
| Rio de Janeiro, RJ (Mandatos anteriores) | Partido Social Democrático (PSD)                               | Eduardo Paes            | 1º de janeiro de 2021 – 1º de janeiro de 2029        | Eduardo Cavaliere 1 de janeiro de 2025 - presente | Ex-prefeito do Rio de Janeiro                                                                |                                                               |
| Salvador, BA (Mandatos anteriores)       |                                                                | Bruno Reis              | 1º de janeiro de 2021 – 1º de janeiro de 2029        | Democratas (DEM)                                  | Vice-prefeito de Salvador                                                                    | Ana Paula Matos 1 de janeiro de 2021 - presente               |
| Salvador, BA (Mandatos anteriores)       | União Brasil (UNIÃO)                                           | Bruno Reis              | 1º de janeiro de 2021 – 1º de janeiro de 2029        |                                                   | Vice-prefeito de Salvador                                                                    | Ana Paula Matos 1 de janeiro de 2021 - presente               |
| São Luís, MA (Mandatos anteriores)       |                                                                | Eduardo Braide          | 1º de janeiro de 2021 – 1º de janeiro de 2029        | Podemos (PODE)                                    | Deputado federal pelo Maranhão                                                               | Esmênia Miranda 1 de janeiro de 2021 – presente               |
| São Luís, MA (Mandatos anteriores)       | Partido Social Democrático (PSD)                               | Eduardo Braide          | 1º de janeiro de 2021 – 1º de janeiro de 2029        |                                                   | Deputado federal pelo Maranhão                                                               | Esmênia Miranda 1 de janeiro de 2021 – presente               |
| São Paulo, SP (Mandatos anteriores)      |                                                                | Ricardo Nunes           | 3 de maio de 2021 – 16 de maio de 2021 (interino)    | Movimento Democrático Brasileiro (MDB)            | Ex-vereador e vice-prefeito de São Paulo                                                     | Vago 3 de maio de 2021 - 1 de janeiro de 2025                 |
| São Paulo, SP (Mandatos anteriores)      | 16 de maio de 2021 – 1º de janeiro de 2025 (efetivo)           | Ricardo Nunes           |                                                      | Movimento Democrático Brasileiro (MDB)            | Ex-vereador e vice-prefeito de São Paulo                                                     | Vago 3 de maio de 2021 - 1 de janeiro de 2025                 |
| São Paulo, SP (Mandatos anteriores)      | 1º de janeiro de 2025 – 1º de janeiro de 2029                  | Ricardo Nunes           | Coronel Mello Araújo 1 de janeiro de 2025 - presente | Movimento Democrático Brasileiro (MDB)            | Ex-vereador e vice-prefeito de São Paulo                                                     |                                                               |
| Teresina, PI (Mandatos anteriores)       |                                                                | Silvio Mendes           | 1º de janeiro de 2025 – 1º de janeiro de 2029        | União Brasil (UNIÃO)                              | Ex-prefeito de Teresina                                                                      | Jeová Alencar 1 de janeiro de 2025 – presente                 |
| Vitória, ES (Mandatos anteriores)        |                                                                | Lorenzo Pazolini        | 1º de janeiro de 2021 – 1º de janeiro de 2029        | Republicanos                                      | Deputado estadual pelo Espírito Santo                                                        | Estéfane Ferreira 1 de janeiro de 2021 - 1 de janeiro de 2025 |
| Vitória, ES (Mandatos anteriores)        | Cris Samorini 1 de janeiro de 2025 - presente                  | Lorenzo Pazolini        | 1º de janeiro de 2021 – 1º de janeiro de 2029        | Republicanos                                      | Deputado estadual pelo Espírito Santo                                                        |                                                               |

## Divisão partidária
| Partido                          | Sigla        | Nº de capitais governadas |
| -------------------------------- | ------------ | ------------------------- |
| Movimento Democrático Brasileiro | MDB          | 5                         |
| Partido Social Democrático       | PSD          | 5                         |
| União Brasil                     | UNIÃO        | 4                         |
| Partido Liberal                  | PL           | 3                         |
| Progressistas                    | PP           | 3                         |
| Podemos                          | PODE         | 2                         |
| Avante                           | Avante       | 1                         |
| Partido dos Trabalhadores        | PT           | 1                         |
| Partido Socialista Brasileiro    | PSB          | 1                         |
| Republicanos                     | Republicanos | 1                         |